# Anita Berrizbeitia
Anita de la Rosa de Berrizbeitia (* 1957 in Caracas, Venezuela) ist eine US-amerikanische Forscherin zu Landschaft und Landschaftsarchitektur, Hochschullehrerin und Autorin venezolanischer Herkunft.  Sie spielt eine wesentliche Rolle beim Verständnis von Landschaftsarchitektur als kultureller Praxis. Sie ist Professorin an der Harvard Graduate School of Design und dort Vorsitzende der Abteilung für Landschaftsarchitektur. Mit ihrer Ernennung im Jahr 2015 ist sie die 14. Vorsitzende der ältesten Landschaftsarchitekturabteilung der Welt und erst die zweite Frau in dieser Position.

## Leben
Berrizbeitia besuchte das College für Architektur und Urbanismus an der Universidad Simón Bolívar in Caracas, einer öffentlichen Einrichtung, die für ihre wissenschaftliche und technologische Ausrichtung bekannt ist. Im Jahr 1980 erhielt sie einen B.A. vom Wellesley College und 1987 einen M.L.A. der Harvard Graduate School of Design.
Berrizbeitia war an mehreren preisgekrönten Projekten beteiligt, während sie von 1987 bis 1993 als Landschaftsarchitektin bei Childs Associates, Inc. in Boston tätig war. Zu den Großprojekten, an denen sie beteiligt war, gehören der North Link Park in Battery Park City und der D.W. Field Park in Brockton. Am bekanntesten ist sie jedoch für ihre Beiträge zu Designtheorien der modernen und zeitgenössischen Landschaft. Die Lehre war ein integraler Bestandteil der Entwicklung ihrer Ideen, beginnend mit einer Assistenzprofessur für Landschaftsarchitektur in Harvard (1993–98) und weiterführend als Dozentin an der University of Pennsylvania, der sie 1998 beitrat, bis 2010. Derzeit (2021) ist Berrizbeitia Professorin für Landschaftsarchitektur an der Harvard Graduate School of Design und seit Juli 2015 Vorsitzende des Departments für Landschaftsarchitektur. Vor ihrer Berufung nach Harvard war sie bis Associate Department Chair of Landscape Architecture und außerordentliche Professorin an der University of Pennsylvania.
1999 veröffentlichte Berrizbeitia mit Co-Autorin Linda Pollak das Buch Inside Outside: Between Architecture and Landscape. Organisiert als eine Anthologie von 24 Designprojekten aus sieben Ländern, unterscheidet sich das Buch von anderen Anthologien dieser Zeit, indem es eine Theorie der Beziehungen rund um das Konzept von Designoperationen wie Reziprozität und Einfügung formulierte, anstatt eine formale Beschreibung von Designelementen zu erstellen. Das Buch wurde weithin gelobt und hat einen festen Platz in Designbibliotheken und auf den Leselisten fortgeschrittener Kurse in Designstudien.
Berrizbeitia schrieb danach in 2004 Roberto Burle Marx in Caracas: Parque del Este, 1956-1961, das 2007 mit dem Jackson Book Prize der Foundation for Landscape Studies ausgezeichnet wurde, einem Preis, der bedeutende Beiträge zur Gartengeschichte und zu Landschaftsstudien würdigt. Das Buch erweitert ihre Studien über Wechselbeziehungen, indem es den lateinamerikanischen modernistischen Kontext von Burle Marx untersucht, der sich durch sein Eintauchen in Hybridität auszeichnet. Ihre Studie zeigt verschiedene Formen von Hybridität auf, darunter formale (Kombination von Typen), ökologische (einheimisch/nicht-einheimisch) und methodische (Prozess/Form) in Burle Marx’ Parque del Este, die für die zeitgenössische Praxis in Nordamerika von besonderer Relevanz sind.
Zusätzlich zu den Monographien hat Berrizbeitia zahlreiche Beiträge in Sammelwerken beigetragen oder herausgegeben. Dazu zählen Daniel Urban Kiley: The Early Gardens, Case: Downsview Park Toronto, Recovering Landscape: Essays in Contemporary Landscape Architecture  und Roberto Burle Marx: Landscapes Reflected, Landscape Views 3.
Sie ist die Herausgeberin von Michael Van Valkenburgh Associates: Reconstructing Urban Landscapes. und von Urban Landscapes in der Reihe Critical Concepts in Built Environment.
Im Jahr 2005 wurde Berrizbeitia für ihre Studie „The Ecology of Formal Systems in the Italian Landscape and Garden“ mit dem Rome Prize der American Academy in Rome für Landschaftsarchitektur ausgezeichnet.
Von 2018 an betreute sie eine dreijährige Partnerschaft zwischen Maja Hoffmanns LUMA Foundation in Arles und der Harvard Graduate School of Design, in deren Rahmen Ateliers und Seminare zu verschiedenen urbanen oder territorialen Herausforderungen in Arles und Umgebung angeboten werden. Im Zusammenhang damit entstand das 2021 veröffentlichte Buch Fallowscapes: Territorial Reconfiguration Strategies for Arles.
2020 war Berrizbeitia zusammen mit Gunther Vogt Kuratorin von „First the Forests“, einer Ausstellung der Harvard Graduate School of Design, die sechs Projekte in der Art einer Wunderkammer dokumentierte.
Berrizbeitia ist verheiratet, hat drei Kinder und lebt in Massachusetts.

## Ausgewählte Veröffentlichungen
Monographien
- mit Linda Pollak: Inside Outside: Between Architecture and Landscape. Rockport Publishers Inc., Beverly, MA 1999, ISBN 978-1-56496-631-5.
- Anita Berrizbeitia: Parque del Este Caracas: Between a Critical Naturalism and a Critical Formalism. In: Delaware Review of Latin American Studies. Band 6, Nr. 1, 2005 (udel.edu).
- mit Marc Armengaud und Matthias Armengaud: Fallowscapes: Territorial Reconfiguration Strategies for Arles (= Studio Reports). Harvard GSD, Cambridge, MA 2021, ISBN 978-1-934510-80-3.

Herausgeberschaften
- Michael Van Valkenburgh Associates | Reconstructing Urban Landscapes. Yale University Press, New Haven, CT 2009, ISBN 978-0-300-13585-5.
- Urban Landscape (= Critical Concepts in Built Environment). Routledge, Milton Park 2015, ISBN 978-0-415-70695-7.